# تصميم مقاد بالنطاق
التصميم المُقاد بالنطاق (بالإنجليزية: Domain-driven design)‏ هو أحد أساليب تطوير البرمجيات لاحتياجات معقدة، ويكون ذلك بربط تنفيذ البرمجية بشكل عميق بنموذج يتطور تدريجياً من صلب مفاهيم العمل. ترتكز فكرة التصميم الموجّه بالمجال على التالي:
- وضع جُل تركيز المشروع على صلب المجال ومنطق العمل.
- بناء التصاميم المعقدة على نماذج.
- إنشاء حالة من التواصل الإبداعي ما بين التقنيين وخبراء مجال العمل كي يبقوا دوما أقرب ما يمكن من قلب المشكلة.